# Ignazio Nicoli
Ignazio Nicoli (Costa Volpino, 21 ottobre 1921 – Leffe, 9 maggio 1989) è stato un pittore e incisore italiano.

## Biografia
Fin da giovanissimo segue corsi di disegno, diventando allievo nel 1935 di Francesco Domenighini alla Scuola d'arte “Andrea Fantoni”. 

Nel dopoguerra, tra il 1946 ed il 1949, segue i corsi di Funi all'Accademia Carrara di Bergamo, studiando poi la tecnica dell'affresco antico sotto la guida di Marigliani.
Nel 1965 inizia a esporre le proprie opere, alternando mostre personali a collettive, con una pittura che comunica positività e ottimismo.
Oltre alla pittura murale si dedica con esiti suggestivi alla pittura da cavalletto con opere di paesaggio e soprattutto sintetiche nature morte. 

Ha anche praticato la tecnica dell'incisione, in particolare acquaforte e puntasecca.
Il comune di Albese con Cassano ospita nel suo Centro Civico una raccolta permanente di opere dell'artista.

## Opere
- Il giuramento di Pontida (affresco nella sala consiliare di Palazzo Frizzoni (Bergamo), (1948-49)
- Allegoria del Battesimo, Azzano San Paolo, chiesa parrocchiale
- Affresco Mater Decor Carmeli, Tribulina della Guazza (BG)
- Allegoria, affresco a Dossena, (1981)